# Islas Vírgenes Británicas en los Juegos Olímpicos de Río de Janeiro 2016
Islas Vírgenes Británicas participa en los Juegos Olímpicos de 2016 en Río de Janeiro, Brasil, del 5 al 21 de agosto de 2016.

## Participantes
Atletismo
- Eldred Henry
- Tahesia Harrigan-Scott
- Ashley Kelly

Natación
- Elinah Phillip